# Abasa
Abasa “O Austero” (do árabe: سورة عبس) é a octagéssima sura do Alcorão e tem 42 ayats.

## Análise
Esta sura faz uma crítica a Maomé por não ter prestado atenção a um pobre cego, mas ter insistido junto a uma rica delegação de chefes coraixitas para que estes se convertessem ao Islão. Apesar disto, críticas a um profeta nos textos sagrados do Islão são bastante incomuns.